# 양창영 (변호사)
양창영(영어: Yang Changyoung, 1971년 3월 16일 ~ )은 대한민국의 변호사이다.

## 생애
광주광역시에서 출생하여 송원고등학교, 연세대학교 법학과를 졸업하고 (주)대우인터내셔널에 입사하였다. 회사를 그만두고 사법시험을 준비해 2008년 합격하였다.

## 대형마트 영업시간 제한관련 지방자치단체 변론
대형마트가 영업시간 제한, 의무휴업일 지정을 위법하다며 서대문구, 동작구, 노원구 등 지방자치단체를 상대로 낸 소송에서 지자체의 변호를 맡아 모두 승소하였다. 2014년 12월 서울고법 행정8부에서 태평양과 김앤장 등 대형 로펌을 선임한 대형마트가 처음으로 승소하였으나 대법원 상고심에서 양창영이 이끄는 소규모 변호인단에게 패배하였다. 대법원은 판결문에서 “상생하는 경제질서를 구축하고 공공복리를 실현하기 위해 법률로써 어느 경제주체의 경제활동의 자유 등을 제한하게 되더라도 그 제한이 정당한 목적과 합리적인 수단에 의하고, 개인의 자유와 권리의 본질적인 내용을 침해하는 것이 아니라면 해당 경제주체는 이를 받아들여야 한다”고 소상공인의 손을 들어주었다. 이는 헌법 제119조 2항에 의거한 경제민주화의 원리를 대법원이 천명한 것으로 많은 진보 언론의 지지를 받았다.